# Lega degli atei militanti
La Lega degli atei militanti, chiamata anche  Lega dei senza dio militanti o Unione degli atei militanti (in russo Союз воинствующих безбожников, СВБ?, Sojuz voinstvujuščich bezbožnikov, SVB) è stata un'organizzazione atea ed antireligiosa esistita tra il 1922 e il 1947 in Unione Sovietica, sotto l'influenza ideologica, culturale e politica del PCUS.
Della Lega degli atei militanti facevano parte operai, contadini, studenti e intellettuali. All'inizio del 1941, aveva circa 3,5 milioni di membri di 100 nazionalità e oltre 96.000 uffici sparsi in tutto il paese.
La Lega fu animata principalmente dai bolscevichi seguendo una propaganda antireligiosa con lo scopo di eliminare la religione in tutte le sue manifestazioni e di trasmettere alla popolazione una visione materialistica, scientifica ed anti-religiosa della realtà.

## Ideologia
Karl Marx, sin dai Manoscritti parigini del 1844, espose il legame fra società comunista ed ateismo: Il filosofo riteneva indispensabile che l'uomo riuscisse a liberarsi dalle sue "catene religiose", metafisiche illusioni che ammorbidivano la tragicità della realtà, per poter osservare il proprio riflesso in maniera chiara, un'immagine non deformata dai fumi che offuscano le menti delle creature oppresse, che cercano nel divino un conforto dalle sofferenze della realtà. L'uomo della società comunista, dopo aver superato, tramite il processo storico-dialettico, i conflitti fra le classi, sarebbe stato il fautore di un nuovo mondo unificato, armonico ed equo; dove nessun uomo avrebbe più sfruttato l'altro tramite la sottrazione del plusvalore. Un mondo in cui l'uomo, dopo aver messo in atto la riunificazione hegeliana fra oggetto e soggetto, si sarebbe allontanato dalla figura della coscienza infelice per realizzare pienamente lo Spirito: "l'io che è noi, il noi che è io". La Lega dei militanti atei si propose l'obiettivo di allontanare l'uomo dai conforti illusori della religione, facendo uso di opuscoli, conferenze e pubblicazioni di diverso tipo: come scriveva il famoso ideologo Nikolaj Ivanovič Bucharin "La religione è l'oppio dei popoli", diceva Karl Marx. Il Partito comunista deve far comprendere questa verità alle immense masse del popolo lavoratore [...] Ogni comunista deve considerare i fenomeni sociali (relazioni fra gli individui, rivoluzioni, guerre, ecc.) come manifestazioni che seguono determinate leggi. Le leggi dello sviluppo sociale sono determinate, con un'ampiezza incomparabile, dal socialismo scientifico, grazie alla teoria del materialismo storico elaborata dai nostri grandi maestri K. Marx e F. Engels. Secondo questa teoria, nessuna forza soprannaturale ha avuto influenza sullo sviluppo sociale. Meglio ancora: la stessa teoria stabilisce che la medesima idea di Dio e delle forze soprannaturali si è formata ad un certo stadio della storia umana e che questa idea, puerile e non confermata dall'esperienza della vita e della lotta dell'uomo contro la natura, comincia a venir meno [...] Le forze soprannaturali non si manifestano neppure nelle trasformazioni della natura stessa. L'uomo ha conseguito dei successi formidabili nella sua lotta contro la natura; egli la sottomette ai suoi interessi e ne controlla le forze, non attraverso la credenza in Dio o nel suo aiuto, ma perché, a dispetto di questa, nella pratica agisce sempre da ateo. Il comunismo scientifico spiega tutti i fenomeni della natura secondo i risultati delle scienze naturali, che sono in netta antitesi con tutte le favole religiose".